# محوطه دیه لونه ۱
محوطه دیه لونه ۱ مربوط به سده‌های اولیه دوران‌های تاریخی پس از اسلام است و در شهرستان ماسال، بخش مرکزی، دهستان ماسال، روستای فصلی آریدول واقع شده و این اثر در تاریخ ۹ بهمن ۱۳۸۶ با شمارهٔ ثبت ۲۰۷۰۵ به‌عنوان یکی از آثار ملی ایران به ثبت رسیده است.